# Gmina Frederikssund
Gmina Frederikssund (duń. Frederikssund Kommune) – gmina w Danii w regionie Region Stołeczny.
Gmina powstała w 2007 roku na mocy reformy administracyjnej z połączenia gmin Frederikssund (starej), Slangerup (częściowo), Skibby i Jægerspris.
Siedzibą gminy jest miasto Frederikssund.